# Рудники Гегур
Рудники Гегур (Guegour) – колишнє гірничодобувне підприємство на півночі Алжиру.
Для розробки родовищ цинку, що знаходились за три десятки кілометрів на захід від Сетіфу, в 1906 році створили товариство Société des Mines de Zinc du Guergour. На той час розробка вже велась, були споруджені кілька неглибоких штолень для видобутку руди та печі для випалу, на яких менш ніж за три місяці отримали біля 1 тисячі тон товарної продукції – кальцинованого каламіну (містить 45% – 52% цинку). Для нарощування видобутку новостворена компанії повинна була вирішити транспортне питання, оскільки вивіз продукції з рудника на той час здійснювали віслюками та верблюдами. Змінити цю ситуацію мало спорудження автомобільної дороги. 
В наступні роки виробництво суттєво зросло. В 1908-му вдалось отримати 10,1 тисячу тон (в перерахунку на каламіт-сирець), а в 1913-му цей показник досягнув піку на рівні 16,8 тисяч тон (при цьому було випущено 15 тисяч тон кальцинованого каламіту). Видобуток вели на чотирьох шахтах – Кеф-Семмах і Айн-Седжера (концесійна ділянка Гегур) та Айн-Хамра і Айн-Руа (концесійна ділянка Джебель-Аніні), які знаходились на відстані 15 км. Вивіз продукції здійснювали автомобілями – або напряму до розташованого за майже сотню кілометрів порту Бужи (наразі Беджая), або до однієї з станцій залізниці, що вела до того ж порту. 
Мобілізація французьких працівників під час Першої світової війни сильно вплинула на показники рудника, який в 1914 та 2015 роках видав лише 2,6 та 2,9 тисяч тон каламіну-сирцю відповідно. Втім, вже у 1915-му вдалось запустити на повну потужність ділянку обпалювання, а в 1916-му шахти видали 14,2 тисячі тон каламіну-сирцю.
На початку 1920-х років виробництво різко впадо – у 1921-му та 1922-му змогли відвантажити споживачам лише 2,9 та 4,8 тисяч тон відповідно. Втім, невдовзі роботи знову набрали обертів і в 1925 – 1928 роках цей показник становив 17 – 19 тисяч тон на рік. На початку 1927-го пожежа знищила дерев’яне приміщення старої збагачувальної фабрики (зведена в 1910-му), проте його змогли швидко замінити бетонним. 
Світова економічна криза, що почалась у 1929-му, сильно вплинула на гірничодобувну галузь Алжиру, при цьому Société des Mines de Zinc du Guergour в якийсь момент вирішила зупинити шахти, щоб уникнути вимивання фінансових ресурсів. Втім, рудник продовжували обслуговувати і в 1937-му з урахуванням ринкової ситуації повернули до експлуатації.
Видобуток в Гегурі завершився не раніше кінця 1940-х, так, відомо, що в 1950-му тут отримали 8,3 тисячі тон продукції.